# 联合广场 (旧金山)

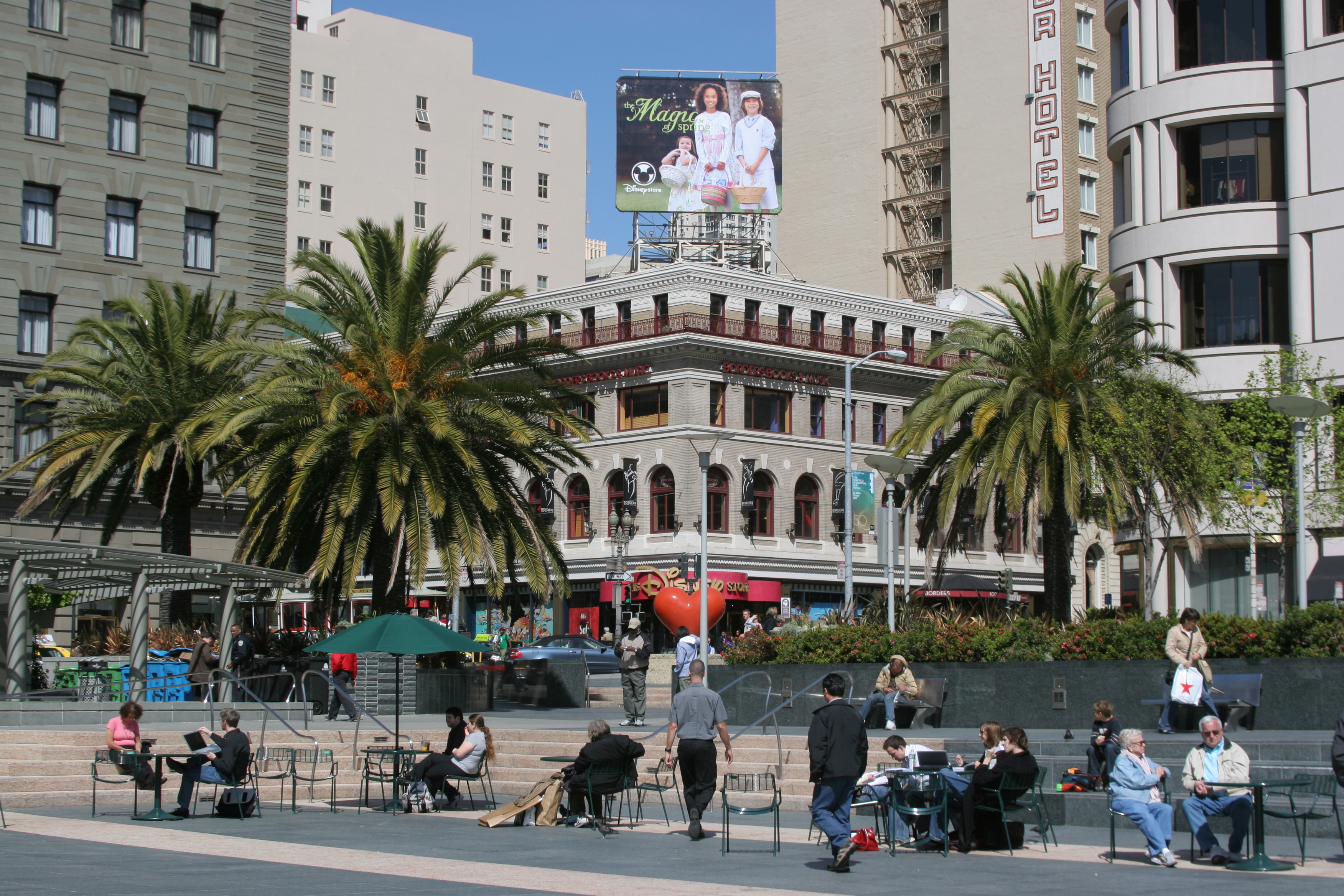
联合广场

联合广场是美国旧金山的一个广场，占地2.6英亩，四面被吉里大道（Geary Boulevard）、跑華街（Powell Street）、邮政街（Post Street）和市德顿街（Stockton Street）环绕，也用来指广场周围，占据几个街块的中央购物、酒店和剧院区。“联合广场”（Union Square）这个名称源于这个地区在美国内战期间曾经用来集会支持联邦军（Union Army）的事实。今天，这个占地一个街块的广场及附近的地区，是美国西部百货公司、高档精品店、旅游饰品店、艺术画廊和沙龙最集中的区域之一，是旧金山吸引游客的主要地点之一，一个世界一流的购物区。